# We Ride
Pour le groupe, voir We Ride (groupe).
Singles de Rihanna
Unfaithful
(2006) Break It Off
(2006)
Pistes de A Girl like Me
Unfaithful Dem Haters
We Ride est une chanson de la chanteuse barbadienne Rihanna de son deuxième album studio, A Girl like Me, (2006). Elle a été écrite par Makeba Riddick, Mikkel S. Eriksen et Tor Erik Hermansen, et produite par StarGate. La chanson est sortie le 21 août 2006, comme le troisième single de l'album. We Ride est une chanson hip hop et soul. Les critiques de la chanson étaient généralement positives, la majorité des journalistes la qualifie relaxante et insouciante.
We Ride a atteint le top quatre dans de nombreux charts, comme en Australie, les régions Flanders et Wallonia de Belgique et le Royaume-Uni. La chanson a atteint le top dix en Finlande et en Nouvelle-Zélande. Malgré son échec au Billboard Hot 100 américain, la chanson s'est placée en première place au Hot Dance Club Songs et 34e au Pop Songs. La chanson est accompagnée d'un clip qui a été dirigé par Anthony Mandler, et tourné en août 2006. en  Miami et au Florida Keys. Le clip montre Rihanna dans des scènes variées, notamment à la plage, dans une boîte de nuit et en train de « se détendre » avec ses amies.

## Histoire et sortie
We Ride a été écrit par Makeba Riddick, Mikkel S. Eriksen et Tor Erik Hermansen, et produit par Eriksen et Hermansen plus connus sous leur nom de scène StarGate. Rihanna a expliqué pourquoi elle avait choisi We Ride en tant que troisième single de l'album dans une interview avec Corey Moss de MTV. La chanteuse a expliqué que son label lui avait demandé quelle chanson sortira avec Unfaithful, Rihanna a regardé sur iTunes pour voir quelle était sa chanson la plus téléchargée après les singles SOS et Unfaithful et a vu que We Ride était la troisième plus populaire, disant : « En dehors de toutes mes chansons disponibles sur iTunes, [We Ride était] la troisième la plus téléchargée, derrière SOS et Unfaithful... Il s'agit d'avoir de bonnes rétroactions, donc je vais donner aux fans ce qu'ils veulent. » We Ride a été envoyé comme le troisième single de l'album aux radios américaines le 21 août 2006, et est sortie dans certains pays européens comme un single CD entre octobre et novembre 2006. En Australie, la chanson est sortie comme un Extended play (EP) le 30 octobre 2006, qui contenait des remixs de We Ride et du single précédent de l'album, Unfaithful.

## Composition et paroles
En plus d'être une ballade mid-tempo, We Ride est une chanson hip hop et soul. D'après la partition publiée par Musicnotes.com, We Ride est écrit dans la tonalité de Mi bémol majeur et est fixé dans le temps commun avec une rainure modérée avec 80 battements par minute (BPM). La voix de Rihanna dans la chanson s'étend de la plus basse note Sol dièse jusqu'à la plus haute Do. La chanson inclut des notes de piano et de guitare pour la composition musicale qui a été fournie par Stargate. Jazzily Bass de Contactmusic.com commente que We Ride intègre un « son adolescent » dans sa composition, qui contient des tap mélodiques qui gardent l'auditeur à l'écoute. Dans une interview avec Corey Moss de MTV, Rihanna explique la signification des paroles de la chanson :
« We Ride parle de ce gars qui parle encore et encore, « When we ride, we ride, we're gonna be together until the day that we die » - promettant toutes ces choses... ensuite il s'avère qu'il a brisé toutes ses promesses, ce qui est triste - mais c'est l'été et je m'en fiche si tu veux faire ça, être laid et infidèle, alors je fais juste ma vie, je sors avec mes amies et je m'amuse. C'est pourquoi l'été existe... chaque été tu te souviens d'une certaine relation et il y a toujours une chanson qui te la rappelle. Donc We Ride fait partie de ces chansons. »

## Accueil critique
We Ride a généralement reçu des critiques positives. David Jeffries de Allmusic a salué We Ride, écrivant que la chanson est « un croiseur fluide de week-end ». Spence D. de l'IGN a noté de même que We Ride est une chanson que tout le monde peut écouter en conduisant, écrivant qu'il y a « un air de croisière omniprésent qui revisite le slogan cliché du nouveau millénaire : “we ride till the day that we die”. » Bill Lamb, de About.com, note que We Ride ferait plus appel à un public urbain en raison de sa composition hip-hop. Cependant, Sal Cinquemani de Slant Magazine a critiqué We Ride, écrivant que bien que la chanson ait « une influence hip-hop club banger », elle lui a semblé trop mature pour la chanteuse et « ses talents vocaux mineurs ».

## Chart performance
En Australie, la chanson a débuté à la 24e place le 19 novembre 2006. La semaine suivante, la chanson est restée à la 24e place et a passé un total de 10 semaines dans les charts, avec sa dernière apparition à la 43e place le 21 janvier 2007. En Nouvelle-Zélande, We Ride a débuté à la 16e place le 11 décembre 2006, et est montée à la 8e place la semaine suivante. Lors de sa troisième semaine dans les charts, la chanson est tombée à la 10e place, mais a atteint la 7e place la quatrième semaine. Après avoir passé 12 semaines dans les charts, We Ride a décroché du top 40, cependant, la chanson est revenue dans les charts à la 37e place le 26 février 2007, pour une semaine.
En Europe, We Ride a eu un succès modéré dans plusieurs pays. Aux Pays-Bas, la chanson a débuté à la 89e place le 25 novembre 2006, et a atteint la 60e place la semaine suivante. Au cours des 6 semaines suivantes, la chanson a vacillé sur la partie inférieure du top-100 des charts, et a passé un total de huit semaines dans les charts. Dans la région Flanders de Belgique, la chanson a débuté à la 46e place le 16 décembre 2006, où elle est restée pendant une semaine supplémentaire. Durant sa troisième semaine dans les charts, We Ride a atteint la 40e place. La chanson est revenue dans les charts à la 43e place le 20 janvier 2007, où elle est restée pendant une semaine supplémentaire avant de sortir des charts. Dans la région Wallonia de Belgique, la chanson a débuté à la 34e place le 9 décembre 2006, et a augmenté d'une place à la 33e place la semaine suivante, où elle est restée pendant sa troisième semaine. We Ride a atteint la 26e place la quatrième semaine dans les charts. En Suisse, We Ride a débuté à la 42e place le 17 décembre 2006. Après avoir passé sept semaines dans les charts, We Ride a quitté le top-100 des charts, cependant, la chanson est revenue à la 95e place le 11 février 2007, pour une semaine. En Finlande, la chanson a débuté à la 4e place dans la dernière semaine de décembre 2006. We Ride a passé une semaine dans les charts. En Italie, la chanson a débuté à la 16e place le 9 octobre 2008, plus de deux ans après la sortie du single; We Ride a passé une semaine dans les charts. La chanson a atteint la 96e place dans le European Hot 100 Singles.
Au Royaume-Uni, We Ride a débuté à la 17e place le 4 novembre 2006, et est tombée à la 34e place la semaine suivante, passant un total de deux semaines dans les charts anglais. Aux États-Unis, la chanson n'est pas apparue dans le Billboard Hot 100, mais a réussi à entrer dans le Hot Dance Club Songs et Pop Songs. La chanson a atteint la 1re place au Hot Dance Club Songs le 3 février 2007, et a passé un total de 18 semaines dans les charts. Dans Pop Songs, We Ride a débuté à la 34e place.

## Clip
Le clip est réalisé par Anthony Mandler, qui a déjà travaillé avec la chanteuse sur le clip de Unfaithful. We Ride a été tourné en août 2006. en Miami. Dans la vidéo, on voit Rihanna « se détendre avec ses amies ». Le 18 septembre 2006, le clip a été dévoilé à MuchMusic au Canada.